# Potisna cev
Potisna cev, (ang. Ramjet) je tip reaktivnega motorja, ki nima gibljivih delov. Za delovanje se mora obvezno premikati; če se ne premika, ne pride do kompresije in motor ne more delovati. Za doseg hitrost, pri kateri lahko začne sam delovati, je potrebno drugo pogonsko sredstvo. Najbolj učinkovito delujejo pri hitrost okrog 3 Machov, lahko pa deluje do 6 Machov. 
Zasnova je zelo preprosta - potrebna je samo posebej oblikovana pogonska cev z zožitvijo. Uporabljamo jih na področjih, kot so letala, rakete in artilerijske granate, kjer je potreben majhen, preprost, hiter način pogona. Poskusno so jih uporabljali tudi na konicah rotorja helikopterja; sicer uspešno, ne pa tudi učinkovito.
Potisno cev pogosto zamenjujemo s pulznimi motorji, pri katerih poteka zgorevanje v sunkih (impulzih, pulzih), pri potisni cevi pa nepretrgano.